# Hercule de Charnacé
Pour les articles homonymes, voir Charnacé.
Hercule de Charnacé (3 septembre 1588 au château de Charnacé, Champigné - 1er septembre 1637, siège de Breda) est un conseiller d'État et diplomate français, gouverneur de Clermont-en-Argonne, baron de Charnacé, seigneur de Gastines et du Plessis.

## Famille
Il est issu de la famille de Charnacé (Anjou), fondue après lui — par le mariage de sa sœur aînée héritière Claude de Charnacé avec Anselme (de) Girard — dans les Girard (Poitou), d'où les Girard de Charnacé, de noblesse d'ancienne extraction en Poitou sur une filiation prouvée de 1500. Sa terre de Charnacé (en Anjou) fut érigée en marquisat par lettres-patentes le 31 janvier 1674 en faveur de Jacques-Philippe de Girard, marquis de Charnacé, lieutenant-général de l'artillerie de l'Île-de-France, commandant en chef de l'Arsenal de Paris. Les membres de cette famille ont occupé des charges et ont donné des diplomates et des militaires. Les armes des Girard de Charnacé sont : Ecartelé, aux I et IV : d'azur à 3 chevrons d'or ; aux II et III : d'azur, à 3 croisettes pattées d'or.

## Biographie
Il fut emmené, dès l'âge de 12 ans à la cour d'Henri III par son parrain le duc de Montbazon. Confident de Richelieu, il est ambassadeur de Louis XIII près des rois de Pologne et de Suède, du Danemark, près des Provinces-Unies et des principautés germaniques.
Saint-Simon a laissé des anecdotes sur le baron de Charnacé.
Il fut chargé d'ambassades importantes, notamment auprès du roi Gustave-Adolphe de Suède. Il négocia l'alliance entre celui-ci et Louis XIII en 1631. Le traité prévoyait que la France financerait l'armée du roi de Suède à hauteur de 50%. Le roi de France accorde 100 000 livres à son homologue suédois et en contrepartie celui-ci s'engage à fournir du bois pour la construction de navires. La Suède ne disposait que d'une armée non-régulière qu'il fallait entretenir et la France avait besoin de bois pour construire des vaisseaux. La France s'allie avec la Suède à un moment important de la guerre de Trente Ans car les Scandinaves, après une avancée notable en Europe (ils arrivent jusqu'en Alsace), commencent à connaître des défections et des reculs. Ce traité est important dans les relations diplomatiques mais il s'agit plus d'un traité économico-commercial que d'une réelle alliance militaire entre les deux royaumes. La malice d'Hercule de Charnacé est de convaincre les banquiers lombards et bavarois de participer à cette opération.
Alors ambassadeur extraordinaire aux Provinces-unies, il est aussi mestre de camp du régiment d'infanterie de Charnacé et d'une compagnie de cavalerie. Piqué au vif par une réplique du Prince d'Orange alors qu'il était au siège de Breda, qui fut entrepris contre son avis,  il chargea dans une brèche lors d'une offensive, et fut tué d'un coup de mousquet,  le 29 septembre 1637. Il était alors veuf et mourut sans descendance. 
Une rue a été nommée en son honneur dans l'intercommunalité des Hauts d'Anjou, là où se trouvait son château. 